# Famous Monsters
Famous Monsters es el quinto álbum de estudio de la banda estadounidense The Misfits, publicado el 5 de octubre de 1999. Es el último álbum con el vocalista Michale Graves, quien dejaría la banda en 2000.
El título del álbum es una alusión a la revista de terror Monstruos famosos de Filmland. La edición del Reino Unido también incluye el tema 1,000,000 Years BC, que luego fue relanzado en el álbum recopilatorio y de versiones Cuts From The Crypt (2001).
La canción Scream se convirtió en un vídeo musical dirigido por George A. Romero. Además, la banda apareció en la película de Romero "El rostro de la venganza". "Kong At The Gates" fue el tema de entrada para el exluchador de la WCW Vampiro.
La canción «Descending Angel» fue regrabada y lanzada como sencillo en 2013, con Jerry Only como vocalista.

## Lista de canciones
1. «Kong At The Gates» (instrumental)
2. «The Forbidden Zone»
3. «Lost In Space»
4. «Dust To Dust»
5. «Crawling Eye»
6. «Witch Hunt»
7. «Scream!»
8. «Saturday Night»
9. «Pumpkin Head»
10. «Scarecrow Man»
11. «Die Monster Die»
12. «Living Hell»
13. «Descending Angel»
14. «Them»
15. «Fiend Club»
16. «Hunting Humans»
17. «Helena»
18. «Kong Unleashed» (instrumental)
19. «One Million Years B.c.» (tema adicional)
20. «Devil Doll» (tema adicional)
21. «Helena 2» (tema adicional)

## Personal
- Jerry Only - bajo eléctrico
- Michale Graves - Vocalista
- Paul Doyle - guitarra eléctrica
- Dr. Chud - batería